# 姬宝璐旧宅
36°3′46″N 120°19′12″E / 36.06278°N 120.32000°E
姬宝璐旧宅，又称圣言会住宅旧址，是位于中国山东省青岛市市南区广西路5号的一座住宅，建于1903-1904年，现为市南区一般不可移动文物。

## 历史
该建筑最初为天主教圣言会于1903-1904年间投资建造。有资料称该建筑1920年代末曾为中国医生徐慎英开设的慎英医院所在地，因其仅设门诊不设住院部，实际属于诊所性质，费用也与私人诊所相同。1941年，芬兰驻青岛领事馆租用该楼作为馆址，1948年11月迁出。另有资料称1947年的《青岛指南》记载广西路5号为“维拉四打”商行。芬兰领事馆迁出后，该楼改为天主教会意大利籍神父姬宝璐的住宅。1949年青岛解放后，姬宝璐参与组织青岛圣母军，并因此于1952年被驱逐出境，另有说法称1951年天主教青岛教区主教吴伯禄等人因圣母军事件被驱逐出境，而姬宝璐的去向未有记录。
山东军区青岛市人民武装部于1951年8月成立后设于广西路5号，1953年1月14日撤销。1963年，青岛市武装警察大队改为青岛市公安大队，后扩编为支队，设于广西路5号。1964年7月25日，青岛市公安支队改为山东省军区独立团，仍驻广西路5号，1969年改隶青岛警备区。该建筑后改为民宅至今，现产权单位为青岛天主教爱国会。2000年，该建筑以“德国神甫姬宝璐旧宅”（因姬宝璐在一些资料中被误认为德国籍）之名列入青岛市第一批历史优秀建筑。2012年11月6日，该建筑列入市南区未核定为文物保护单位的不可移动文物（一般不可移动文物）名录。

## 建筑特色
该建筑占地面积1271.14平方米，建筑面积1367.79平方米（地下室137.48平方米），砖石木混台结构，地上二层，地下一层，设阁楼。建筑坐北朝南，正立面为对称布局，正门前方为双门洞门廊和6米宽的10级台阶，二层中央为阳台，两侧为凸出的山墙，一、二层以水平腰线分割，窗洞为券式。

## 图集
- 圣言会住宅（姬宝璐旧宅）旧影
- 姬宝璐旧宅近景，2014年1月
- 姬宝璐旧宅正立面，2019年12月